# Yuenü

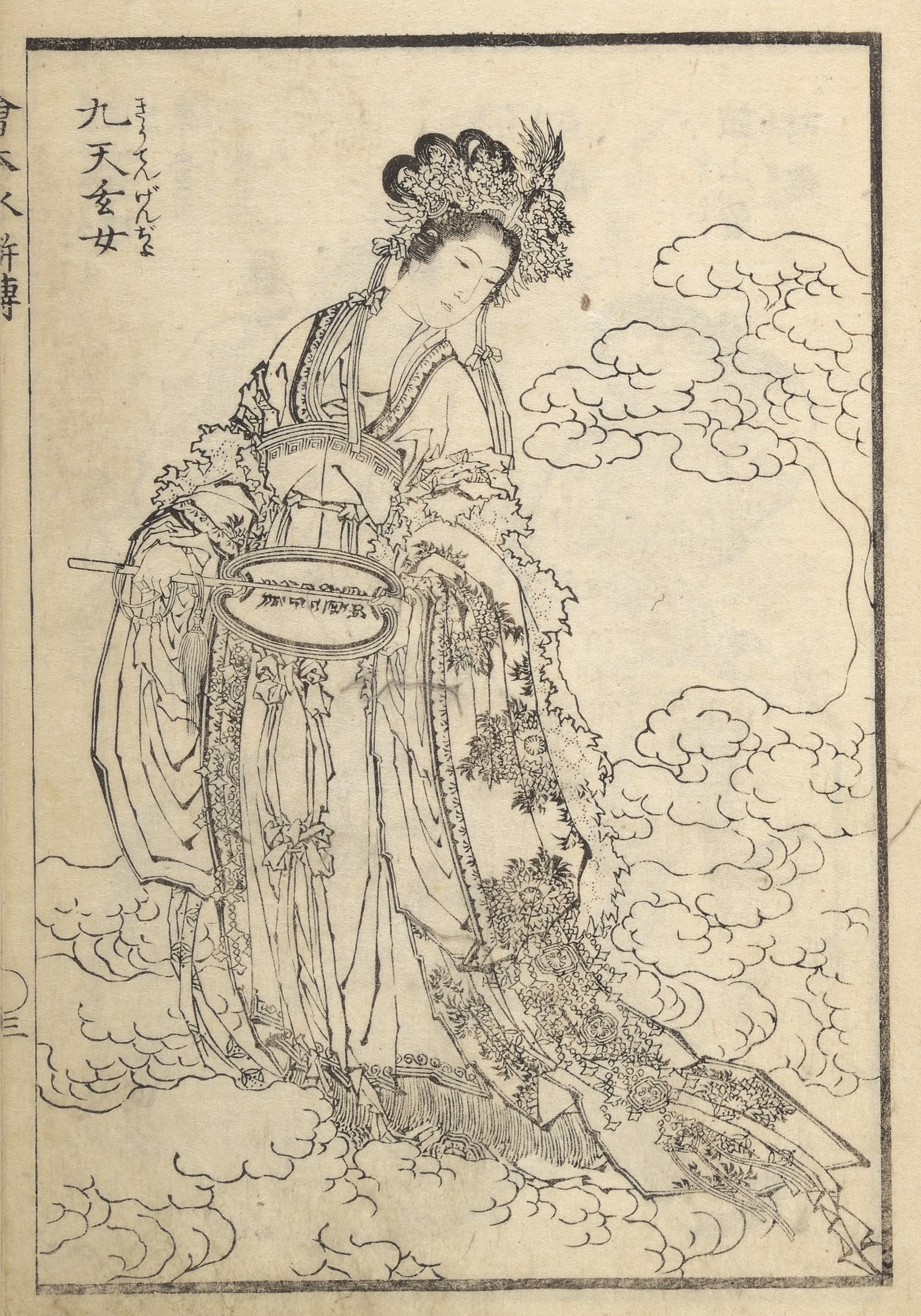
Dibujo realizado en papel de cáñamo de la Dama de Yue, por Hokusai, 1829.

Yuenü (Yuènǚ, literalmente: Dama de Yue) fue una espadachina del estado de Yue, en la provincia moderna de Zhejiang. Es también conocida como  Doncella del Bosque del sur.
En la mitología china, es considerada una reencarnación de Xuan Nu.

## Vida y legado
Yuenü vivió durante el reinado de Goujian de Yue (496-465 a. C.). Desde muy niña, aprendió la arquería y cómo utilizar una espada acompañando a su padre en la caza. El Rey de Yue tenía previsto atacar el estado de Wu y cuándo oyó sobre sus habilidades, la invitó a la corte. Ella comparó el arte de la espada a una puerta, la cual puede ser dividida en dos hojas, yin y yang. Fortaleciendo el espíritu, uno debía permanecer en calma.
Su exposición sobre el arte de la espada impresionó al rey, quién decretó que sus habilidades debían ser empleadas en el entrenamiento del ejército y le dio el título de 'Dama de Yue' (越女) o 'Señora de Yue'. El rey la designó para entrenar a los oficiales de su ejército, quienes a su vez, instruían a los soldados.
La suya es la exposición más antigua conocida del arte de la espada, e influyó en las artes marciales chinas durante generaciones.